# Жан-Казимир Балюз
Жан-Казимир Балюз (на френски: Jean Casimir Baluze) е френски дипломат от полски произход, посланик на Франция в Русия между 1702 и 1713 г.